# Le Matin (Schweiz)
Le Matin («Der Morgen») ist eine ehemalige französischsprachige Schweizer Zeitung und heutiges Nachrichtenportal.
Das Portal erreichte 2018 (Januar–September) 0,978 bis 1,218 Mio. Unique Clients, 9,090 bis 10,813 Mio. Visits und 61,738 bis 79,776 Mio. Page Impressions. Chefredaktor ist Laurent Siebenmann.
Von 1984 bis 2018 war Le Matin auch eine täglich erscheinende Boulevardzeitung. Diese entstand 1984 aus der 1893 gegründeten Tribune de Lausanne, die 1895 die seit 1862 erscheinende L’Estafette übernommen hatte. Obwohl Le Matin die meistgelesene Kaufzeitung der Westschweiz war, verursachte sie ein Defizit von zuletzt jährlich 6,3 Mio. Franken und wurde am 21. Juli 2018 eingestellt.
Am Sonntag erscheint seit 1972 der Le Matin Dimanche. Er war von der Einstellung der gedruckten Zeitung nicht betroffen.

## Geschichte
1911 wurde die Tribune de Lausanne von den Impriméries Réunies, Herausgeberin des Feuille d’Avis de Lausanne (seit 1972 24 heures), übernommen. 1925 ging das Unternehmen in die Lousonna S.A. der Familien Payot und Lamunière über. Diese übernahm 1982 einen Teil der Presseunternehmen von Lousonna, darunter das Feuille d’Avis de Lausanne und die Tribune de Lausanne, unter dem Namen Edipresse S.A.
Die problematische hauseigene Konkurrenz zwischen den beiden Lausanner Blättern führte 1984 zu einem neuen Konzept für die Tribune de Lausanne. Ab 9. April 1984 erschien sie unter dem neuen Namen Le Matin. Der Verzicht auf den bisherigen Namen (und später der Untertitel Le quotidien romand) sollte unterstreichen, dass sich die Zeitung nun als überregional, wenn auch mit regionalen Seiten, verstand. Sie setzte sich zum Ziel, in jedem französischsprachigen Kanton, mit besonderem Fokus auf Genf, die Nummer 2 hinter der jeweiligen kantonalen Zeitung zu werden. Chefredaktor blieb André Jaunin.
2010/2011 verkaufte Edipresse seine Schweizer Medienaktivitäten an Tamedia.

### Le Matin semaine

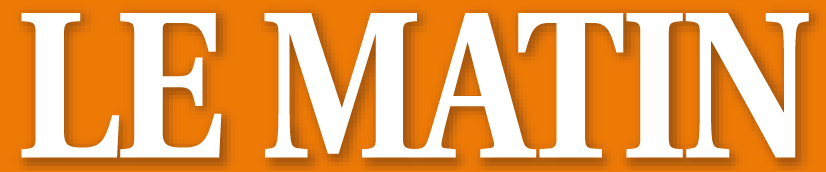
Der alte Zeitungskopf (bis 2011)

Die Tageszeitung Le Matin semaine erschien im Tabloidformat und hatte zuletzt eine WEMF-beglaubigte Auflage von 37'550 (Vj. 40'948) verkauften bzw. 37'634 (Vj. 40'979) verbreiteten Exemplaren und eine Reichweite von 218'000 (Vj. 234'000) Lesern.
Wie alle gedruckten Tageszeitungen musste Le Matin seit einigen Jahren eine stark sinkende Auflage hinnehmen. Die verkaufte Auflage fiel von 2007 bis 2017 um 32'462 von 70'012 auf 37'550 Exemplare, das sind 46,37 % weniger.

Entwicklung der verkauften Auflage nach WEMF-Auflagebulletins (s. Details 2007 und 2018)
2016 lancierte Le Matin das tägliche, digitale Bezahlabonnement Le Matin du Soir als Ergänzung der Tageszeitung und der kostenlosen Website. Le Matin du Soir war eine Web-App für Smartphones, Tablets und Computer und bot sonst erst am nächsten Tag verfügbare Inhalte und eine Vertiefung des Tagesgeschehens als Themenmix an, der sich den Interessen des Nutzers anpasste.
Im August 2017 gab Tamedia bekannt, dass die Redaktionen des defizitären Le Matin und der ebenfalls von Tamedia herausgegebenen 20 minutes auf 2018 zusammengelegt werden. Die beiden Chefredaktoren, Grégoire Nappey und Philippe Favre, führten die Redaktion gemeinsam. Die Zusammenlegung führte zu einem Abbau von sechs Stellen, darunter vier Journalisten.  Die zusammengelegte Redaktion bezieht ausserdem seit 2018 den überregionalen Sport von der neuen Tamedia-Mantelredaktion und betreibt neu auch den Newsexpress, der alle französischsprachigen Newsportale von Tamedia mit Breaking News, kurzen Agentur-Meldungen, Bildstrecken sowie Live-Tickern versorgt.
Seit dem 1. Januar 2018 erstellen nur noch je eine französisch- und eine deutschsprachige Tamedia-Redaktion den internationalen/nationalen Mantel (Inland, Ausland, Wirtschaft und Sport) für die 12 bezahlten Tages- und 2 Sonntagszeitungen der Tamedia. Chefin der französischsprachigen Mantelredaktion ist Ariane Drayer (sie bleibt zudem Chefredaktorin von Le Matin Dimanche).
Am 7. Juni 2018 teilte Tamedia mit, dass die gedruckte Ausgabe von Le Matin wegen der anhaltenden Verluste am 21. Juli eingestellt werde. Die Zeitung gibt es seither nur noch online. Dadurch seien 41 Mitarbeiter von einer möglichen Entlassung betroffen. Für die Internet-Zeitung würden 15 Mitarbeiter ausreichen. Neuer Chefredaktor wurde Laurent Siebenmann. Le Matin Dimanche ist von der Einstellung nicht betroffen.

### Le Matin Bleu
Nachdem Edipresse eine Minderheitsbeteiligung an der für 2006 angekündigten Gratiszeitung der Tamedia, 20 minutes, abgelehnt hatte, gab Edipresse am 31. Oktober 2005 die Gratiszeitung Le Matin Bleu heraus, die in allen Zentren der Westschweiz verteilt wurde. 20 minutes erschien am 8. März 2006. Nach der Übernahme der Schweizer Medienaktivitäten von Edipresse durch Tamedia wurde Le Matin Bleu am 25. September 2009 eingestellt.